# Elizabeth Roemer
Elizabeth Roemer (Oakland, 4 settembre 1929 – Tucson, 8 aprile 2016) è stata un'astronoma statunitense.
Allieva di Earle Garfield Linsley, ha lavorato all'United States Naval Observatory ed è divenuta professore emerito di astronomia all'Università dell'Arizona. È stata membro dell'Unione Astronomica Internazionale.
| 1930 Lucifer | 29 ottobre 1964 |
| 1983 Bok     | 9 giugno 1975   |

Il Minor Planet Center le accredita la scoperta di due asteroidi, effettuate tra il 1964 e il 1975.
Il 30 settembre 1975 con Charles Thomas Kowal, individuò una nuova luna di Giove che ricevette la designazione provvisoria S/1975 J 1. Non riuscirono però ad accertarne i parametri orbitali e andò persa fino al 2000 quando venne riscoperta ricevendo la designazione S/2000 J 1. Ora l'oggetto è stato battezzato Temisto.

## Riconoscimenti
Le sono stati dedicati l'asteroide 1657 Roemera e il cratere Roemer su Marte.
Nel 1971 ha ricevuto il Benjamin Apthorp Gould Prize .